# District de Kosñipata
Au Pérou, le district de Kosñipata est l’un des six districts de la province de Paucartambo située dans le département de Cusco.